# 두 세계 사이에서
《두 세계 사이에서》(프랑스어: Ouistreham)는 2021년 프랑스의 드라마 영화이다. 소설가 에마뉘엘 카레르의 두 번째 영화 연출작으로, 플로랑스 오베나스의 전기 《위스트르암 부두》(Le quai Ouistreham)를 바탕으로 했다.

## 줄거리
파리에서 활동하는 저널리스트 마리안 윈클러는 임시직과 불안정한 노동 환경을 취재하기 위해 위장 취업을 감행한다. 그녀는 다양한 허드렛일을 전전하며, 프랑스 우이스트레앙과 영국 포츠머스를 오가는 페리 청소부로 일하게 된다. 그 과정에서 열악한 노동 환경과 경제적 불평등을 몸소 체험하며, 동료들과의 연대와 우정을 쌓아간다. 하지만 동시에 저널리스트로서의 윤리적 딜레마와 갈등을 겪으며, 자신의 취재 방식에 대한 고민에 빠진다. 영화는 이러한 마리안의 여정을 통해 사회적 불평등의 현실과 그 속에서 살아가는 사람들의 이야기를 조명한다.

## 출연진
- 쥘리에트 비노슈 - 마리안 윙클레르
- 엘렌 랑베르 - 크리스텔 토마생
- 레아 카르네 - 마릴루
- 에블린 포레 - 나데주 포르퇴르
- 파트리시아 프리외르 - 미셸
- 에밀리 마들렌 - 쥐스틴 르루아
- 디디에 퓌팽 - 세드리크
- 루이즈 포시에츠카 - 루이즈
- 스티브 파파야니스 - 스티브
- 제레미 르슈발리에 - 에리크
- 아우더 라위터르 - 뤼시
- 나탈리 르코르뉘 - 나탈리
- 플로랑스 엘루앵 - 마르틴
- 장폴 이르슈 - 사서
- 루이도 드랭크생 - 루이도
- 샤를린 부르주아타케 - 샤를린